# Sphinx libocedrus
The Incense Cedar Sphinx (Sphinx libocedrus) là một loài bướm đêm thuộc họ Sphingidae. It ranges from miền tây Texas to miền nam California và México.

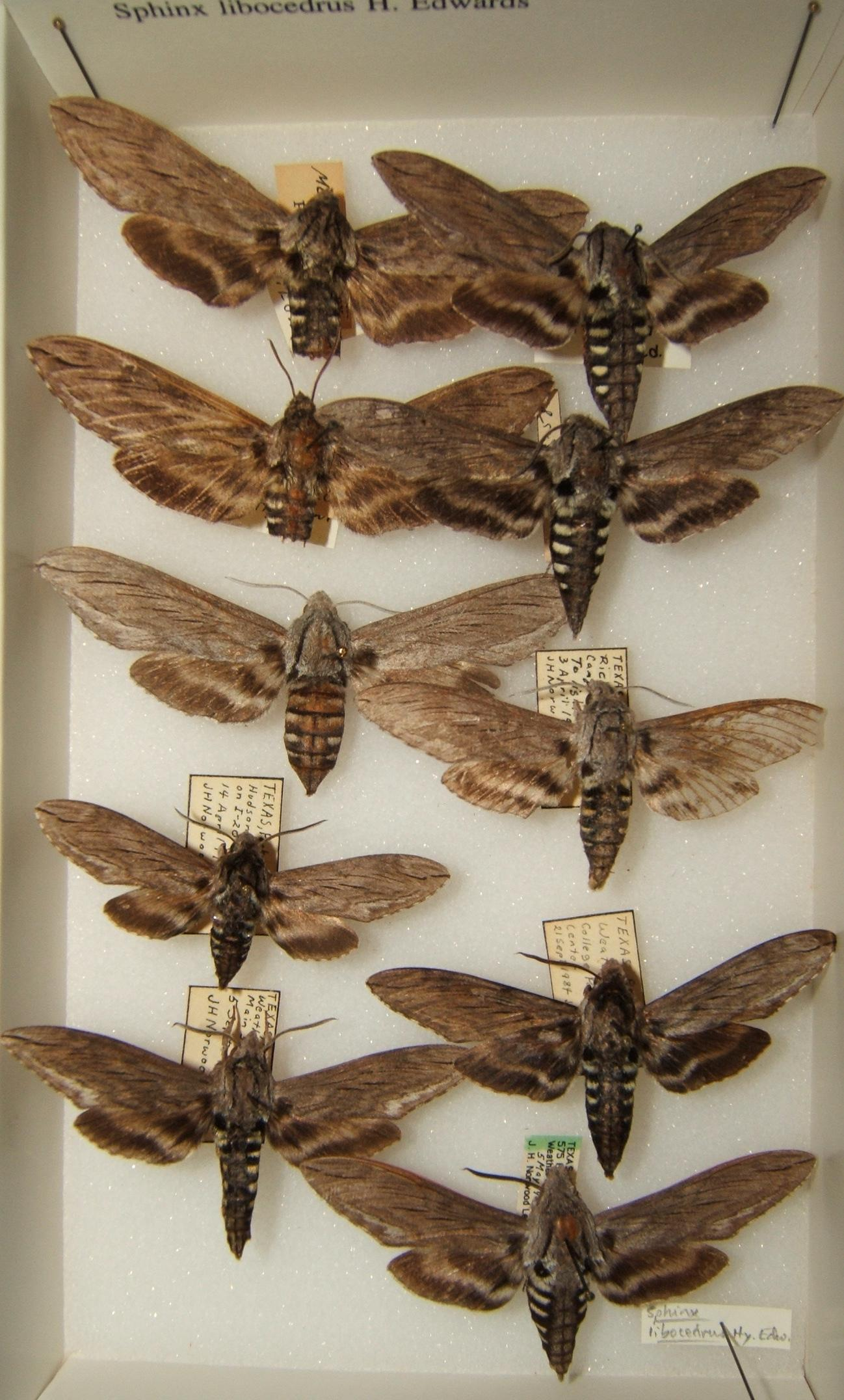
Incense Cedar Sphinx Variation

Sải cánh dài 70–80 mm. There is one generation con trưởng thành bay từ tháng 7 đến tháng 9.
Ấu trùng ăn New Mexican forestiera (Forestiera neomexicana), Forestiera angustifolia và Fraxinus gooddingii trong họ ô liu (Oleaceae).

## Phụ loài
- Sphinx libocedrus libocedrus (from Texas phía tây through New Mexico và Arizona to miền nam California và further phía nam đến Sonora và Baja California Sur)
- Sphinx libocedrus achotla Mooser, 1944 (Mexico)